# Nabój 7,62 × 51 mm NATO
7,62 × 51 mm – standardowy nabój karabinowy NATO.

## Historia
Pod koniec II wojny światowej w USA podjęto prace nad nowym nabojem, który miał zastąpić stary nabój 7,62 × 63 mm (.30-06).
Zadanie opracowania nowego naboju otrzymał Frankford Arsenal. Konstruując nowy nabój oparto się na naboju .300 Savage. Podstawowymi zmianami było zastosowanie mniej zbieżnej łuski o cieńszych ściankach oraz pocisku M2 z naboju 30-06. Jednocześnie prowadzono próby nad nowymi rodzajami ładunków prochowych. Dopracowana wersja naboju oznaczona jako T65E3 powstała w 1952 roku. Dwa lata później pod naciskiem USA została wybrana jako przepisowy nabój NATO.
Nabój 7,62 × 51 był początkowo projektowany do lekkiej broni indywidualnej, ale po wprowadzeniu naboju pośredniego 5,56 × 45 mm NATO służy najczęściej jako amunicja karabinów maszynowych i wyborowych.

## Wymiary naboju
Wymiary naboju 7,62 × 51 mm, wszystkie wymiary podane są w milimetrach.

## Wersje

### Belgia
- SS71/1 – pocisk zwykły (masa pocisku 9,3 g, prędkość początkowa 837 m/s)
- L28 – pocisk smugowy (masa pocisku 8,93 g, prędkość początkowa 834 m/s)
- P80 – pocisk przeciwpancerny (masa pocisku 9,75 g, prędkość początkowa 845 m/s)

### Portugalia
- pocisk zwykły (masa pocisku 9,3 g, prędkość początkowa 837 m/s)
- pocisk smugowy (masa pocisku 8,8 g, prędkość początkowa 834 m/s)
- pocisk przeciwpancerny (masa pocisku ?? g, prędkość początkowa 854 m/s)

### Szwecja
- 10PRJ – pocisk zwykły (masa pocisku 9,4 g)
- 10SLPRJ – pocisk smugowy

### USA
- M59 – pocisk zwykły z rdzeniem ołowianym (masa pocisku 7 g)
- M16 – pocisk smugowy (masa pocisku 6,93 g)
- M27 – pocisk smugowy (masa pocisku 6,54 g)

### Wielka Brytania
- L2A2 – pocisk zwykły z rdzeniem ołowianym (masa pocisku 9,33 g)
- L5A3 – pocisk smugowy (masa pocisku 8,75 g)
- L14A1 – nabój ślepy z pociskiem z tworzywa sztucznego